# Pierceland (Saskatchewan)
Pierceland je vesnice v kanadské provincii Saskatchewan. Nachází se na jih od jezera Pierce Lake a od jezera Lac des lles na jihozápad. Ve vesnici se nalézá západní brána do provinčního parku Meadow Lake Provincial Park.

## Demografie
Podle kanadského sčítání obyvatel z roku 2006 měl Pierceland 498 obyvatel (to je 10,9% nárůst z 449 osob v roce 2001, předtím klesl od roku 1996 do roku 2001 o 8,0%). Ti obývali 214 domácností (počet klesl z 221 domácností v roce 2001). Střední věk obyvatelstva činil 33,9 roku (u mužů 34,5 a u žen 33,8). V roce 2001 byl střední věk vyšší - 37,3 roku (u mužů 36,5 a u žen 38,2 roku). Střední příjem domácnosti byl k roku 2006 47 803 CAD, k roku 2001 43 682 CAD.

## Významní rodáci
- Grant Erickson (narozen 28. dubna 1947 v Piercelandu) je vysloužilý profesionální hráč ledního hokeje, který sehrál 266 zápasů v lize World Hockey Association a 6 her v NHL.